# Юникой (округ)
Округ Юникой (англ. Unicoi County) располагается в штате Теннесси, США. Официально образован в 1875 году. По состоянию на 2010 год, численность населения составляла 18 313 человек.

## География
По данным Бюро переписи США, общая площадь округа равняется 481,740 км2, из которых 481,740 км2 — суша, и 0,300 км2, или 0,190 % — это водоёмы.

## Население
По данным переписи населения 2000 года в округе проживает 17 667 жителей в составе 7516 домашних хозяйств и 5223 семей. Плотность населения составляет 37,00 человек на км2. На территории округа насчитывается 8 214 жилых строений, при плотности застройки около 17,00-ти строений на км2. Расовый состав населения: белые — 97,96 %, афроамериканцы — 0,07 %, коренные американцы (индейцы) — 0,25 %, азиаты — 0,08 %, гавайцы — 0,03 %, представители других рас — 0,95 %, представители двух или более рас — 0,66 %. Испаноязычные составляли 1,94 % населения независимо от расы.
В составе 26,60 % из общего числа домашних хозяйств проживают дети в возрасте до 18 лет, 56,40 % домашних хозяйств представляют собой супружеские пары, проживающие вместе, 9,50 % домашних хозяйств представляют собой одиноких женщин без супруга, 30,50 % домашних хозяйств не имеют отношения к семьям, 27,50 % домашних хозяйств состоят из одного человека, 13,40 % домашних хозяйств состоят из престарелых (65 лет и старше), проживающих в одиночестве. Средний размер домашнего хозяйства составляет 2,31 человека, и средний размер семьи — 2,80 человека.
Возрастной состав округа: 20,50 % — моложе 18 лет, 7,50 % — от 18 до 24, 27,50 % — от 25 до 44, 26,50 % — от 45 до 64, и 26,50 % — от 65 и старше. Средний возраст жителя округа — 42 года. На каждые 100 женщин приходится 95,10 мужчин. На каждые 100 женщин старше 18 лет приходится 91,60 мужчин.
Средний доход на домохозяйство в округе составлял 29 863 USD, на семью — 36 871 USD. Среднестатистический заработок мужчины был 30 206 USD против 20 379 USD для женщины. Доход на душу населения составлял 15 612 USD. Около 8,70 % семей и 13,10 % общего населения находились ниже черты бедности, в том числе — 17,70 % молодежи (тех, кому ещё не исполнилось 18 лет) и 13,50 % тех, кому было уже больше 65 лет.